# Nellie Tayloe Ross
Nellie Tayloe Ross (født 29. november 1876, død 19. december 1977) var en amerikansk demokratisk politiker. I 1925 blev hun i Wyoming valgt som den første kvindelige guvernør i USA's historie. Senere blev hun chef for United States Mint fra 1933 indtil 1953.